# 晚秋 (歌曲)
《晚秋》是由苏拉作词，许建强作曲，毕晓世编曲，毛宁演唱的歌曲，收录于毛宁1993年11月12日发行的同名专辑《晚秋》中。

## 创作背景
《晚秋》是许建强1988年的作品，他一个人包揽了词曲创作。歌曲原名为《愿你把心留》。
《愿你把心留》的首唱者是广东歌手陈汝佳，后又被香港歌手黄凯芹买断海外版权后改称《晚秋》，也对原版进行了小幅度修改（内地版权还是保留在许建强手里）。1993年，《晚秋》普通话版交给音乐人陈珞制作，最后选择了由毛宁做主唱。